# Schlaraffia

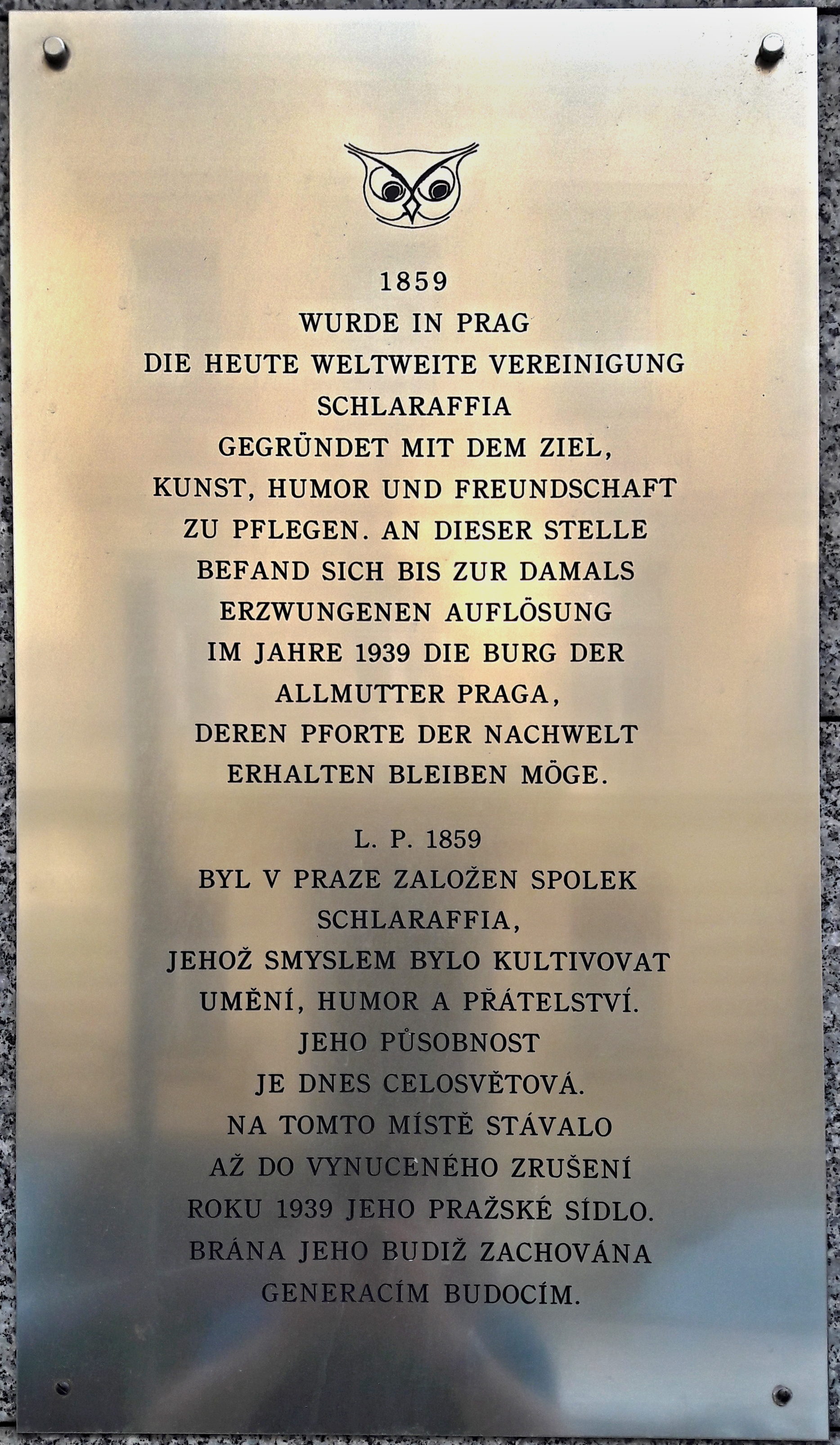
Pamětní deska založení spolku Schlaraffia v Praze, Štěpánská ulice

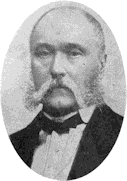
Franz Thomé, jeden ze zakladatelů spolku Schlaraffia

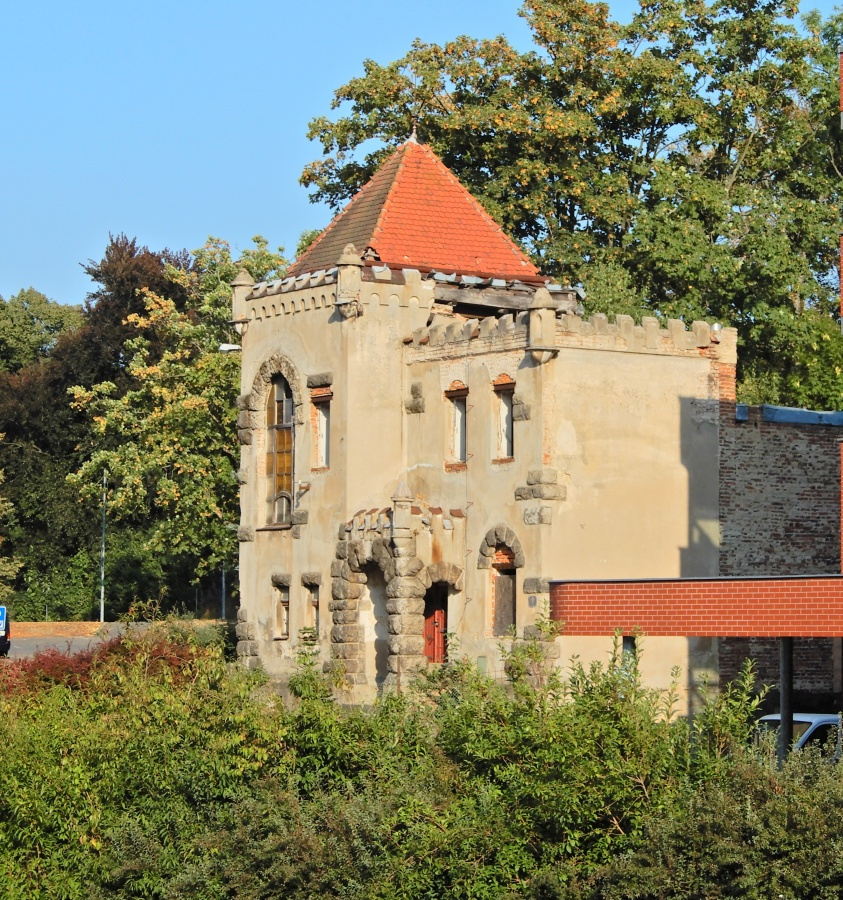
„Hrad“ Neysseburg pobočky Preciosa Iserina v Jablonci nad Nisou

Schlaraffia je mužský recesistický spolek, který byl založen 10. října 1859 v Praze.
Zakladateli Schlaraffie byl ředitel Německého divadla v Praze Franz Thomé a basista téhož divadla Albert Eilers, k zakládajícím členům patřili další německy mluvící herci a německy mluvící obchodníci, zejména židovští, sdružení ve spolku Arkadia milovníků výtvarného umění a uměleckých památek. Roku 1861 uspořádali výstavu umění na Žofíně. Němčina je stále jazykem Schlaraffie po celém světě. Třemi cíli tohoto celosvětového spolku jsou přátelství, umění a humor. Schlaraffia nemá nic společného se Svobodnými zednáři ani s klubem Rotary International. Schlaraffové se distancují též od karnevalových spolků, s nimiž je lze lehko zaměnit kvůli jejich sklonu k humoru i kvůli jejich pestrému oblečení připomínajícímu nezasvěcenému karneval. Symbolem Schlaraffie je výr symbolizující moudrost.

## Název

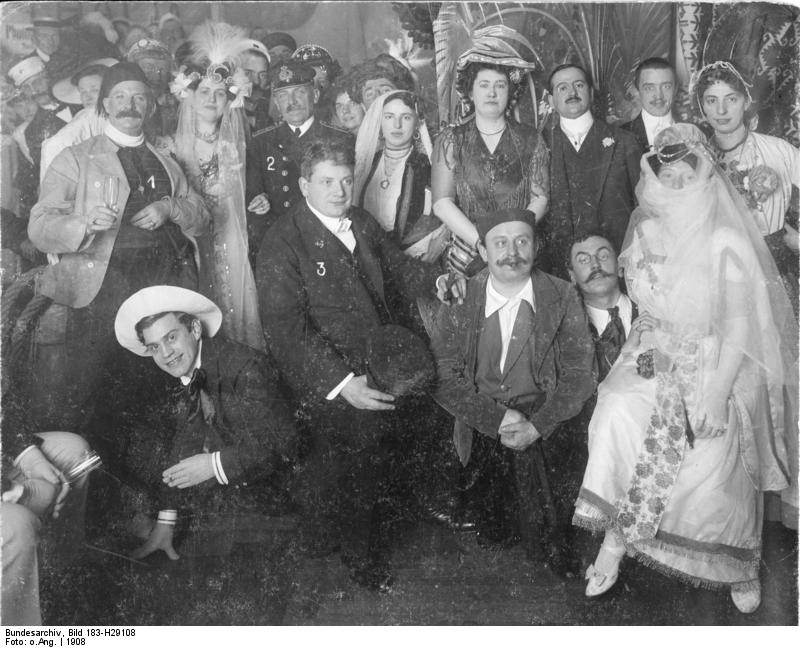
Zimní slavnost berlínské pobočky Berolina v roce 1908

Název Schlaraffe pochází pravděpodobně ze středohornoněmeckého slova slur-affe, co znamená ‚bezstarostný požitkář‘. Devizou spolku je latinská věta: „In arte voluptas,“ tedy „V umění je rozkoš.“

## Ideály
Ideály Schlaraffie jsou, jak bylo uvedeno výše, přátelství, humor a umění. Spolek se nezapojuje do všedního života a neobsahuje žádnou ideologii. Naopak se ohraničuje proti všednímu (= „profánnímu“), životu, aby členové, alespoň na čas, zapomněli na všední problémy a uvolnili se, věnujíce se přátelství, humoru a umění. Proto je na setkáních (Sippungen) zapovězeno diskutovat o „profánních“ tématech, která mohou dovést ke sporu, např. politika a náboženství.

## Pravidla
Schlaraffia se chápe jako hra, v níž si její členové hrají na rytíře. Jako každá jiná hra má i Schlaraffia svoje pravidla, která jsou dopodrobna uvedena v „Spiegel und Ceremoniale“.

## Členové Schlaraffie
Existují tři stupně členství: nováček začíná jako zbrojnoš (Knappe); po čase je povýšen na zeman (Junker) a posléze jsou pasováni na rytíře (Ritter).
Knappen dostanou číslo, které se řídí dosavadním počtem bývalých a stávajících zbrojnošů v říši, např. Knappe 59.
Junkeři jsou zpravidla oslovováni svými křestními jmény s předcházejícím titulem Junker, např. Junker Michael. Zde najdeme i výjimky, obzvlášť když se v říši nachází více junkerů stejného křestního jména.
Na pasování na rytíře musí junker předložit rytířskou práci, v níž se zabývá schlaraffským tématem. Rytíři si zvolí zvláštní jméno, které bývá vyvozeno z „profánního“ povolání anebo z určitých osobních vlastností nebo koníčka. Mnohdy tu najdeme směs z obojího, např. Ritter Linguist aus den böhmischen Wäldern. Dotyčný rytíř se zabývá jazyky a pracuje v „českých lesích“, čili v Česku.

## Říše

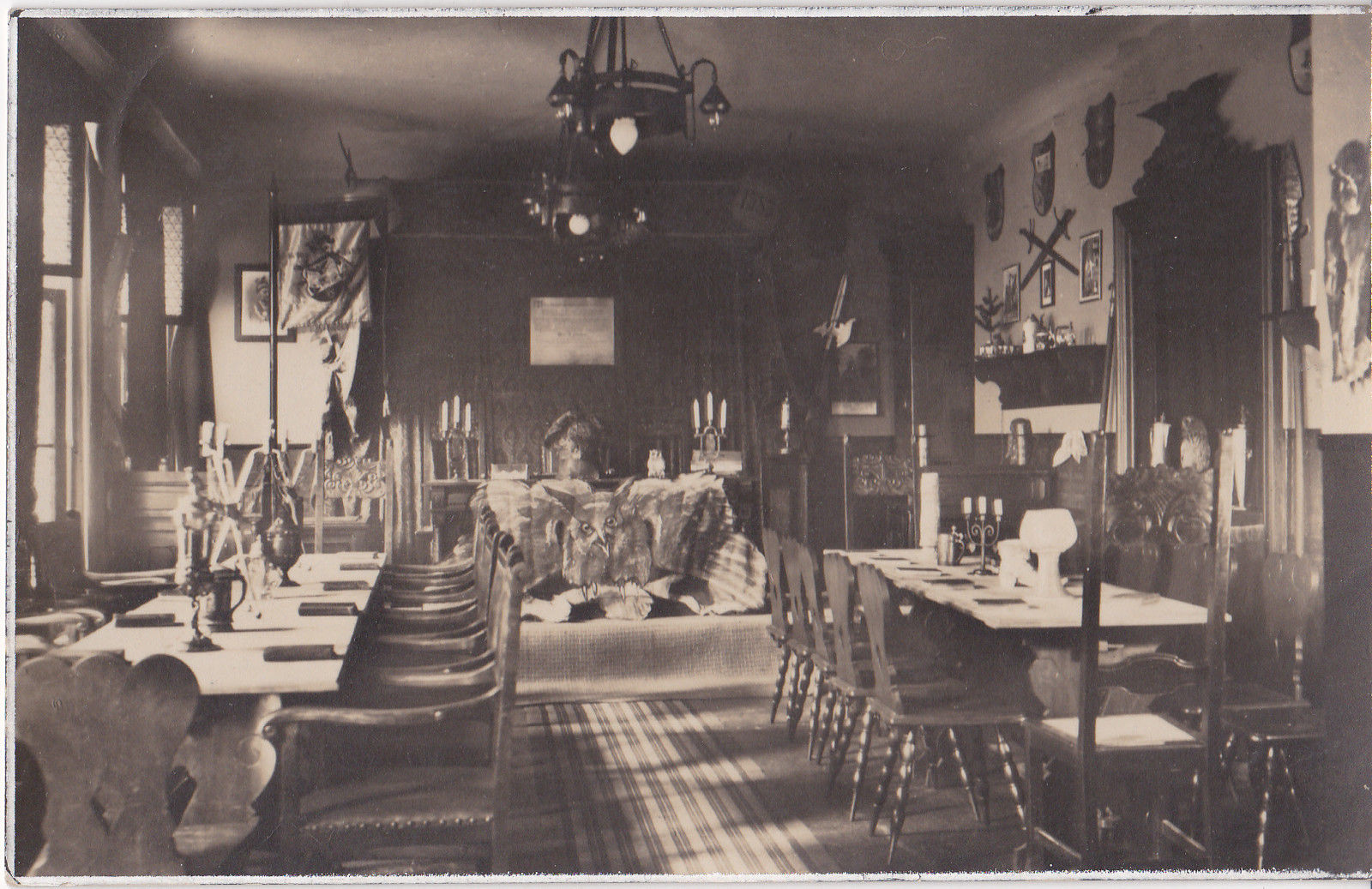
Sál pobočky Regismontana v Královci v roce 1926

### Historie
Místu, kde má Schlaraffia pobočku, se říká Reych (říše). Říše nese starobylé, mnohdy polatinštěné jméno, které má zdůraznit rytířský, čili středověký charakter této hry, např.: Praga (Praha), Berolina (Berlín), Lipsia (Lipsko) atd. Říše jsou očíslovány podle pořadí vzniku. Praga nese číslo 1, Berolina 2, Lipsia 3 atd.
- V Praze se schlaraffové scházeli na Novém Městě, nejprvr se začali scházet v hostinci U Freundů domě čp.698/II na rohu Vodičkovy ulice č. 32 a v Jámě č.1. Tento dům byl zbořen před rokem 1927, funkcionalistická novostavba je spojena se sousedním domem U Nováků a propojena pasáží. Pamětní deska o založení je omylem umístěna v protějším rohovém domě čp. 667/II v restauraci U purkmistra (dříve Branický sklípek). Cestující členové společnosti - obchodníci zpravidla přenocovali v Hybernské ulici v hotelu Central. Dále pražští schlaraffové měli zařízenou část lokálu jako svůj hrad v hostinci domu čp. 636/II ve Štěpánské ulici č. o. 36 (zbořen, dnes novostavba hotelu Alcron SAS Radisson Blue). Tento hostinec podle Kroniky královské Prahy od Františka Rutha neblaze proslul roku 1898 vystoupením sudetoněmeckých buršů. Na tomto domě je osazena pamětní deska založení Schlaraffie a vedle ní jsou do zdi zasazené originální kovové tepané dveře.

Další říše na území Čech, Moravy a Slezska vznikaly koncem 19. století v sudetoněmeckých komunitách:
- V Jablonci nad Nisou byla pobočka založena roku 1909 pod názvem Preciosa Iserina. Postavila si vlastní sídlo, Neysseburg, ve stylu romantického hradu s hranolovou věží a červenožlutou fasádou. Autorem projektu byl tamější člen Schlaraffie architekt Arwed Thamerus. V poválečných letech sloužil jako školící středisko jabloneckého podniku Liaz. Po roce 1989 budova střídala majitele a rychle chátrala. V letech 2013 a 2019 ministerstvo kultury opětovně rozhodlo dům č. p. 2032 (nazývaný „Schlaraffie“) na pozemku st. p. č. 1949 v k. ú. Jablonec nad Nisou neprohlásit za kulturní památku. 11. května 2019 dům, o jehož zařazení mezi kulturní památky jednalo ministerstvo kultury, bez povolení začala bourat firma Malina Safety. Hrádek přišel o věž a byl závažně poškozen.[1] V listopadu téhož roku byl majitelem, firmou Malina Safety s.r.o., definitivně zlikvidován.[2]
- V Teplicích má Schlaraffia svou pamětní expozici v tamním Regionálním muzeu.
- Trutnovská pobočka se nazývala Gigantea.
- Chebská pobočka Egra patřila k nejpočetnějším. Město Cheb se také může pochlubit unikátně dochovaným domem recesistického spolku Schlaraffia postaveným v roce 1913.
- Ve Vrchlabí působila pobočka Hohenelba.
- V Jihlavě byla Schlaraffia založena roku 1887, nazývala se Feldlager (česky Polní tábor), měla svůj salónní orchestr a zpěváka[3]. Po roce 1990 byl obnovena podobně jako pražská pobočka.
- V Opavě[4]

## Současnost
Mezi nejnovější říše ve svazku patří Perla Costa Blanca (Denia/ Benissa, Španělsko) nesoucí číslo 422 a říše Zu den Vinokraten (Gamlitz, Rakousko) s řadovým číslem 423. I v Česku vzniká říše, a sice Feldlager zu Iglau (Castellum Iglaviae) v Jihlavě (k pojmu Feldlager 'polní tábor' viz níže). I v Praze se Schlaraffia dostala k novému životu. Vznikl tam totiž šlarafský Stammtisch.. K dalším centrům patří Opava.
Toho času však sestává Schlaraffia z pouhých 261 říší, neboť mnoho z nich v průběhu času zaniklo, mezi nimi i zakládající říše Praga, která je schlaraffy označována jako Allmutter Praga, matka všech říší. Mnoho říší zaniklo v letech 1937 a 1938, kdy nacisté zakázali většinu spolků a klubů v oblasti svého vlivu, včetně Schlaraffie.

### Vznik
Než se schlaraffský místní spolek může označit za říši, má před sebou poměrně dlouhou cestu. Začíná jako Stammtisch; po čase je povýšen na Feldlager (polní tábor), potom na Colonie (kolonie) a posléze nastane slavnostní povýšení na říši.

### Barvy
Každá říše se vyznačuje i svými barvami, které mají zpravidla historický původ. Barvy říše Dresa Florentis (Drážďany, číslo říše 411) např. jsou černá a žlutá, jsou to barvy Saska, říše Lympurgia (Limburg, č. ř. 322) nese oranžovou a modrou, barvy bývalého vévodství Nasavsko.

## Jazyk
Jazykem Schlaraffie je po celém světě němčina, což však neznamená, že se členem může stát pouze někdo německé národnosti. Schlaraffia je zásadně otevřená každému, jenž se ztotožní s jejími ideály, čili má smysl pro humor, umění a přátelství – a jenž hovoří německy.

### „Schlaraffenlatein – schlaraffská latina“
Schlaraffská němčina se však vyznačuje celou řadou zvláštností. Jelikož si schlaraffové hrají na rytíře, snaží se o středověký jazyk, používajíce starobylá slova a výrazy. Tuto „variantu“ němčiny schlaraffové označují jako „Schlaraffenlatein – schlaraffská latina“, což někomu může připadat jako zlom, vždyť je zdůrazněno, že schlaraffským jazykem je němčina.
Příklady: 

sippen — scházet se

Atzung und Labung – Essen und Trinken – jídlo a pití (slovesa: atzen und laben – jíst a pít);

Benzinross – Auto (doslova: benzinový kůň);
 Benzinelefant – Reisebus – autobus (doslova: benzinový slon);
 Burgschreck – Schwiegermutter - tchyně (doslova: postrach hradu);
 Burgwonne – Freundin - přítelkyně (doslova: slast hradu);
 Clavicimbel n. – Klavier - klavír;
 Zinkenmeister – ten, který na clavicimbel hraje.

### Pravopis
Obvykle se dodržují pravidla německého reformovaného pravopisu; ale nejpoužívanější slova bývají psána starobylým způsobem, např.:
 Ambt 'úřad' (místo Amt),
 Reych 'říše' (místo Reich),
 Kantzler 'kancléř' (místo Kanzler),
 Zeyttung 'noviny' (místo Zeitung).

### „Lulu“
Nejdůležitějším slovem Schlaraffie je Lulu (s přízvukem na druhé slabice). Slouží jako pozdravení, souhlas i pochvala.

### Oslovení
Při setkání se členové navzájem oslovují vesměs druhou osobou plurálu, čili si vykají (Ihr, Euch), což je v němčině starobylým způsobem oslovení, jenž má též připomenout rytířské časy. Přitom nehraje roli, zdali si v profánním životě tykají. Toto vykání je součástí hry.

## „Sippung“
Schlaraffskému setkání se říká Sippung. Sloveso je sippen, které souvisí se slovem Sippe 'čeleď, příbuzenstvo'. Koná se zpravidla jednou týdně v době od října do dubna, kteréžto období se schlaraffsky nazývá Winterung 'zimní období'. V letní době (Sommerung), od května do září, se Sippungen nekonají, zato probíhají volná setkání, neboli Krystallinen.
Sippung sestává ze dvou částí. První část se věnuje „úředním“ věcem: setkání se slavnostně zahájí, přivítají se hosté z jiných říší, přečte se protokol z předešlé Sippung atd.
Druhá část je věnována umění, tj. každý, kdo chce, může něco podat, buďto něco slovního, anebo hudebního. Může to být něco, co dotyčný složil sám, anebo může podat dílo někoho jiného. Podání pocházející z vlastní ruky se schlaraffsky nazývají Fechsung. (Sloveso je fechsen a základem tohoto slova je latinské sloveso facere ‚dělat‘). Za podání dostane přednášející odznak (Ahne). Mnoho schlaraffů nosí tyto Ahnen na „brnění“.
Přestávce mezi oběma částmi se říká Schmuspause.

## Oblečení
Schlaraffové označují svoje oblečení za Rüstung (brnění). Jedná se o dlouhé kabáty vyznačující se barvami říše. I helma je z látky a připomíná jenom vzdáleně rytířskou helmu. Nezasvěcení je považují spíše za karnevalové čepice.
„Profánně“ lze schlaraffy poznat podle Rolandnadel (Rolandovy jehly), která se nosí na levé klopě žaketu. Je to špendlík se stříbřitou hlavičkou.

## Schlaraffský letopočet

### Roky
Schlaraffia byla založena roku 1859 a tím začíná schlaraffský letopočet. Rok 1860 je rok 1, 1861 rok 2 atd. Rok 2009 tak kupříkladu byl jubilejním rokem 150; letošní rok (2025) je rokem 166.

### Měsíce
I měsíce mají ve Schlaraffii vlastní názvy, které jsou zčásti historicky doložené: 
 Eismond – leden (doslova: měsíc ledu) 
 Hornung – únor (doslova: měsíc rohů)
 Lenzmond – březen (doslova: měsíc jara)
 Ostermond – duben (doslova: měsíc Velikonoc)
 Wonnemond – květen (doslova: měsíc slasti)
 Brachmond – červen (doslova: měsíc lady) 
 Heumond – červenec (doslova: měsíc sena) 
 Erntemond – srpen (doslova: měsíc žně) 
 Herbstmond – září (doslova: měsíc podzimu) 
 Lethemond – říjen (doslova: měsíc vína) 
 Windmond – listopad (doslova: měsíc větru) 
 Christmond – prosinec (doslova: měsíc Vánoc).

## Schlaraffský zpravodaj
Jako všeobecný zpravodaj se vydává časopis Derer Schlaraffen Zeyttung 'Noviny Schlaraffů', jenž vychází devětkrát ročně. Sídlo redakce je v Judenburgu/ Rakousko. Kromě toho jsou zemské redakce i v Německu, Švýcarsku jakož i v Severní Americe a Jižní Americe.

## Písemné prameny
- Archiv hlavního města Prahy, album fotografií
- Národní archiv, Praha, fond Schlaraffia Praha (stanovy, seznamy členů, atp.)
- Státní okresní archiv v Jablonci nad Nisou
- Státní okresní archiv v Jihlavě

## Hmotné prameny
- Národní muzeum, Praha (odznaky, medaile)
- Regionální muzeum, Lázně Teplice